# Емченко, Владислав Олегович
Владислав Олегович Емченко (род. 3 октября 1999, Краснодар) — российский профессиональный баскетболист, играющий на позиции разыгрывающего защитника.

## Карьера
Владислав Емченко родился в Краснодаре, но часть детства провёл в станице Полтавская, так как там служил его отец. В детстве Владислав занимался плаванием, большим теннисом, футболом и настольным теннисом. Занятие спортом Владислав продолжил в детской школе футбольного клуба «Кубань».
С баскетболом Емченко познакомился после того, как «Локомотив-Кубань» переехал из Ростова-на-Дону в Краснодар. Отец Владислава узнал о наборе в баскетбольную секцию и отправил сына на тренировку к Михаилу Михайловичу Бигаеву. Владислав прошёл всю систему подготовки резерва «Локомотива-Кубань», начиная с команды ДЮБЛ. С сезона 2016/2017 начал играть за «Локомотив-Кубань-2» в Единой молодёжной лиге ВТБ. С 2018 по 2019 годы Владислав выступал за «Локомотив-Кубань-ЦОП» в Суперлиге-2.
В сезоне 2019/2020 Емченко провёл 19 матчей в Единой молодёжной лиге ВТБ, где набирал 13,7 очка, 3,8 подбора и 4,3 передачи. В 5 матчах Суперлиги-2 Владислав отметился статистикой в 9 очков, 3,4 подбора и 2,8 передачи.
В июле 2020 года Емченко подписал контракт с «Локомотивом-Кубань» по схеме «2+3».
В сезоне 2022/2023 Емченко стал серебряным призёром Единой лиги ВТБ и чемпионата России.
В сезоне 2023/2024 Емченко стал серебряным призёром Суперкубка Единой лиги ВТБ.
В июне 2025 года Емченко перешёл в «Зенит».

## Сборная России
В мае 2019 года Емченко был вызван в молодёжную сборную России (до 20 лет) для подготовки к чемпионату Европы U20 в дивизионе «B». По итогам тренировочных сборов и международных турниров в Македонии и Нижнем Новгороде, Владислав вошёл в окончательную заявку молодёжной сборной России для участия в турнире. Заняв 4 место, игрокам сборной не удалось выполнить задачу по возвращению команды в дивизион А: в матче за 3 место сборная России уступила Бельгии (80:88).
В ноябре 2021 года Емченко был включён в расширенный состав сборной России для участия в подготовке к матчам квалификации Кубка мира-2023 со сборными Италии и Исландии.
В феврале 2021 года Емченко был вызван на сбор национальной команды для подготовки к двум матчам квалификации Кубка мира-2023 со сборной Нидерландов.
В июне 2022 года Емченко принял участие в Открытом лагере РФБ для кандидатов в сборную России не старше 25 лет, проходящих в возрастные рамки для участия в студенческих соревнованиях.

## Достижения
- Серебряный призёр Единой лиги ВТБ: 2022/2023
- Серебряный призёр Суперкубка Единой лиги ВТБ: 2023
- Серебряный призёр чемпионата России: 2022/2023